# Dreikörperproblem

Die chaotischen Bewegungen dreier Körper

Das Dreikörperproblem der Himmelsmechanik besteht darin, eine Lösung (Vorhersage) für den Bahnverlauf dreier Körper unter dem Einfluss ihrer gegenseitigen Anziehung (Newtonsches Gravitationsgesetz) zu finden. Um quantitative Resultate zu erlangen, muss es im allgemeinen Fall bislang numerisch gelöst werden.

## Mathematisch-Historisches
Das Dreikörperproblem galt seit den Entdeckungen von Johannes Kepler und Nikolaus Kopernikus als eines der schwierigsten mathematischen Probleme, mit dem sich im Laufe der Jahrhunderte viele bekannte Mathematiker wie Alexis-Claude Clairaut, Leonhard Euler, Joseph-Louis Lagrange, Thorvald Nicolai Thiele, George William Hill und Henri Poincaré beschäftigten. Im allgemeinen Fall erfolgt die Bewegung chaotisch und kann nur numerisch berechnet werden.
Die beiden Grafiken zeigen ein Beispiel für eine Simulationsrechnung. In kleinen Zeitintervallschritten werden die angreifenden Gravitationskräfte und daraus die Verschiebung berechnet. Selbst bei identischen Ausgangsbedingungen erhält man völlig verschiedene Prognosen, wenn die Länge der Zeitintervalle variiert.

Sehr kleine Intervallschritte

Etwas vergröberte Intervallschritte

## Sonderfall
Den Spezialfall, dass einer der drei Körper eine verschwindend kleine Masse hat und seine Wirkung auf die beiden anderen vernachlässigt werden kann, bezeichnet man als eingeschränktes Dreikörperproblem.

## Allgemeine Aussagen
Das Zweikörperproblem ist durch die Kepler’schen Gesetze analytisch lösbar. Dagegen sind die Integrale im Fall von mehr als zwei Himmelskörpern nicht mehr algebraisch integrierbar, also nicht mehr mit elementaren Funktionen darstellbar. Karl Frithiof Sundman konnte Anfang des 20. Jahrhunderts als Erster eine analytische Lösung des Dreikörperproblems in Form einer konvergenten Potenzreihe angeben, unter der Annahme, dass der Gesamtdrehimpuls des Systems nicht verschwindet und es deshalb nicht zu einem Dreierstoß kommt, bei dem der Abstand aller drei Körper Null beträgt. Für praktische Berechnungen ist Sundmans Lösung allerdings nicht brauchbar, da bei der Summe mindestens 10 hoch 8.000.000 Terme berücksichtigt werden müssten, um eine hinreichende Genauigkeit zu erzielen.
Die Stabilität eines Dreikörpersystems wird durch das Kolmogorow-Arnold-Moser-Theorem beschrieben.
Näherungs- oder exakte Lösungen sind in manchen Fällen möglich:
- Wenn die Masse eines der Himmelskörper klein ist, dann löst man das Dreikörperproblem iterativ, heutzutage mit Computern, oder berechnet Bahnstörungen, die der kleinste (leichteste) Körper durch die größeren (schwereren) erleidet.
- Exakt lösbar ist der schon erwähnte Sonderfall des Gleichgewichts der Anziehungskraft zweier großer (schwerer) Körper auf einen verschwindend kleinen (leichten) Körper (unter Berücksichtigung der im sich drehenden Bezugssystem auftretenden Scheinkräfte) in den Lagrange-Punkten L1 bis L5. Der innere Punkt L1 wird beispielsweise in der Raumfahrt zur Sonnenforschung verwendet. Das Sonnenobservatorium SOHO befindet sich dort. Das Infrarot-Teleskop JWST von NASA, ESA und CSA befindet sich auf einer Umlaufbahn um den Lagrange-Punkt L2.
- Für den Fall dreier gleicher Massen gibt es eine Lösung, bei der die Objekte auf einer gemeinsamen Bahn, die die Form eines Unendlichzeichens ({\displaystyle \infty }) hat, hintereinander herlaufen.

## Verallgemeinerung
Die Verallgemeinerung des Dreikörperproblems ist das Mehrkörperproblem. Allgemeine Mehrkörperprobleme behandelt man durch Mehrkörpersimulationen.

## Rezeption
- Im Science-Fiction-Roman Die drei Sonnen des chinesischen Autors Cixin Liu spielt das Dreikörperproblem eine entscheidende Rolle bei der Verständigung mit einer außerirdischen Zivilisation.
- In einem Kriminalroman der Mathematikerin Leila Schneps (unter dem Pseudonym Catherine Shaw) geht es um drei Menschenkörper: Mordopfer, die bei einem Wettbewerb zum Dreikörperproblem miteinander konkurrierten. Die Mathematik sei korrekt dargestellt, der viktorianische Sprachstil gewöhnungsbedürftig, urteilte ein Kritiker.[3]